# Isabel Bonig
Isabel Plácida Bonig Trigueros (Castellón de la Plana, 25 de febrero de 1970) es una política y abogada española, miembro del Partido Popular de la Comunidad Valenciana.
Fue la alcaldesa del municipio castellonense de Vall de Uxó entre los años 2007 y 2011, y consejera de Infraestructuras, Territorio y Medio Ambiente de la Generalidad Valenciana entre los años 2011 y 2015. Fue presidenta del Partido Popular de la Comunidad Valenciana.

## Biografía
Licenciada en Derecho por la Universidad Jaime I de su ciudad natal Castellón de la Plana, donde obtuvo el premio extraordinario de fin de carrera, y es abogada. 
Es proveniente de familia de la provincia de Castellón.

## Carrera política
Isabel Bonig, desde muy joven decidió entrar en el mundo de la política, aunque ella proviene de una familia de tradición socialista, ella tenía claramente su propia ideología política y acabó siendo miembro de las Nuevas Generaciones (NGPP) del Partido Popular de la Comunidad Valenciana (PPCV). 
Más tarde Isabel Bonig, fue la presidenta de la Asociación de La Vall del Futur, donde se dio a conocer, y empezó a tener sus primeras apariciones ante los medios de comunicación.

### Alcaldesa
Ante la llegada de las elecciones municipales del año 2007, el Partido Popular de la Vall de Uxó buscaba aires nuevos eligiendo a Isabel Bonig como nueva presidenta del Partido Popular del municipio castellonense y sucediendo al anterior presidente Vicente Aparicio, que llevaba doce años frente al partido. 
El día 27 de mayo de 2007 que se celebraron los comicios municipales Isabel Bonig, consiguió una mayoría absoluta en la localidad, de la cual pasó a ser la nueva Alcaldesa de la Vall de Uxó, sucediendo en el cargo a Josep Tur y Rubio, siendo investida el día 16 de junio. 
Tras las siguientes elecciones municipales de 2011, volvió a obtener una mayoría absoluta consecutiva volviendo a renovar su cargo como alcaldesa.
Durante su primera legislatura municipal, en el año 2008, fue nombrada coordinadora del Partido Popular de la Comunidad Valenciana, y se convirtió en una de las personas de confianza del Presidente de la Comunidad Valenciana, Francisco Camps.

### Consejera
Durante su segundo mandato al frente del Ayuntamiento de la Vall de Uxó, diez días después, Isabel Bonig fue llamada por el presidente autonómico Francisco Camps, para formar parte de su gobierno en el Consejo de la Generalidad Valenciana, donde se le asignaba una consejería. Como consecuencia, dejó su cargo de alcaldesa del Ayuntamiento de la Vall de Uxó siendo reemplazada por el nuevo alcalde y compañero de partido Óscar Clavell López.
El 22 de junio de 2011, fue nombrada por el Camps como nueva Consejera de Infraestructuras, Territorio y Medio Ambiente, sucediendo a los dos consejeros, Mario Flores Lanuza (de Infraestructuras y Transporte) y a Juan Gabriel Cotino Ferrer (de Medio Ambiente, Urbanismo y Habitaje), cargo que mantuvo en el gobierno autonómico del nuevo presidente de la Generalidad Alberto Fabra hasta que el 30 de junio de 2015, cuando traspasó su cargo como consecuencia de la pérdida de las elecciones autonómicas por parte del Partido Popular de la Comunidad Valenciana. 
Durante su etapa como consejera, en 2007 se produjo una deuda cuyo pago se elude de manera fraudulenta por el valor de 9,5 millones de euros con la adjudicación de la autovía de la costa a una unión de empresas controlada principalmente por Lubasa.
Presidenta PPCV

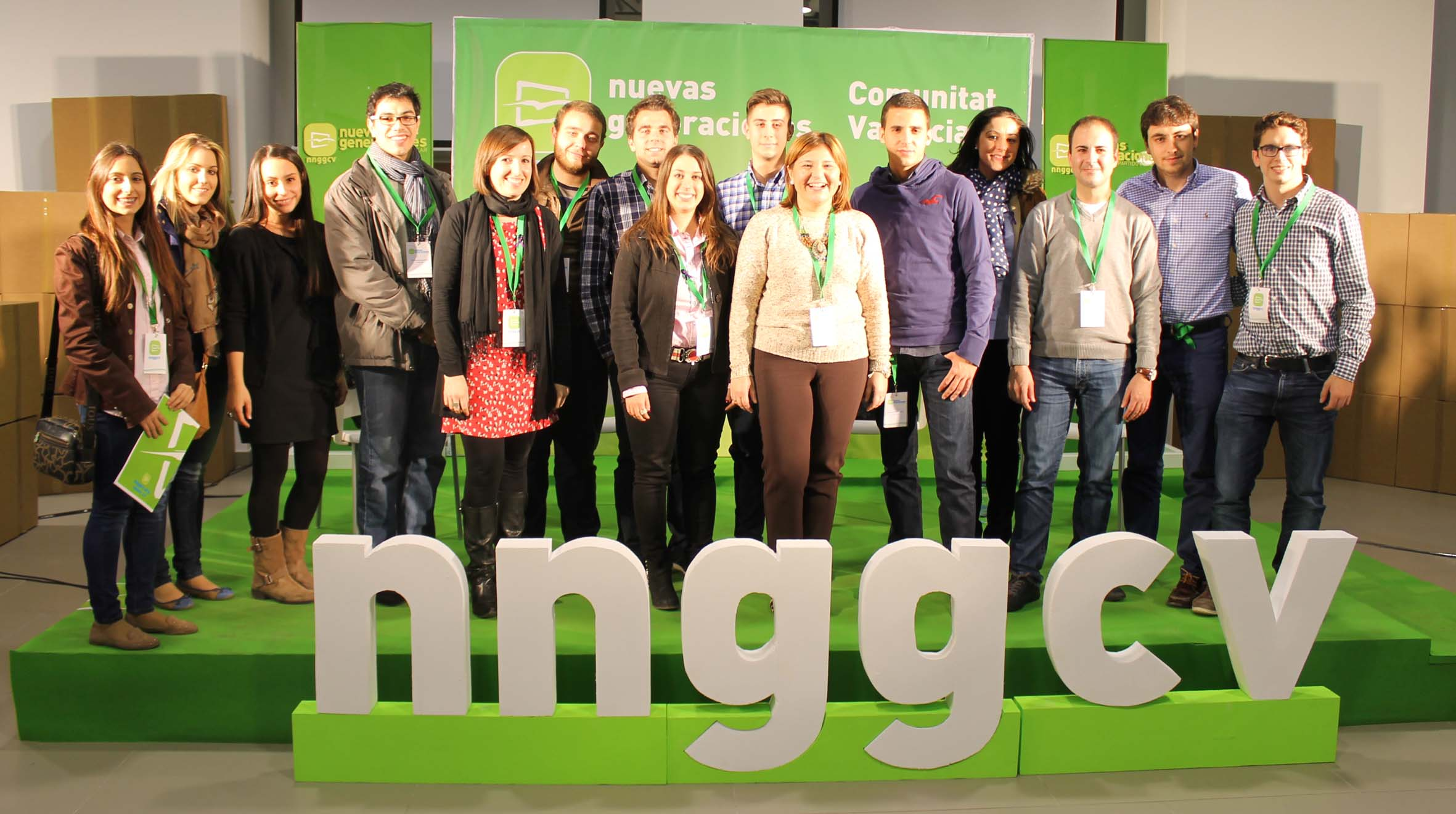
Convención de Nuevas Generaciones del Partido Popular en Alcoy en 2013 en la foto Isabel Bonig Trigueros

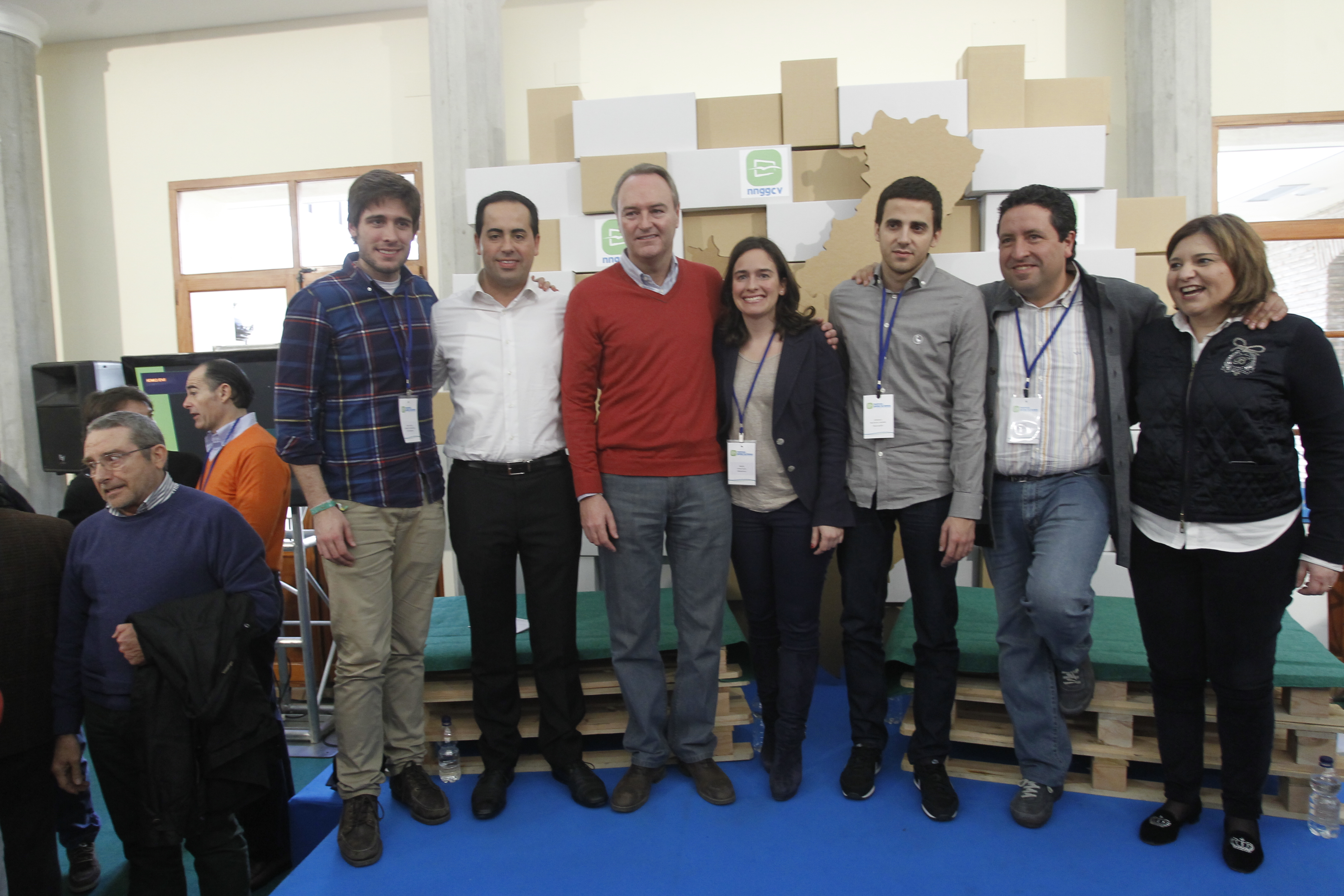
Isabel Bonig en la clausura de la convención regional de Nuevas Generaciones del Partido Popular de la Comunidad Valenciana

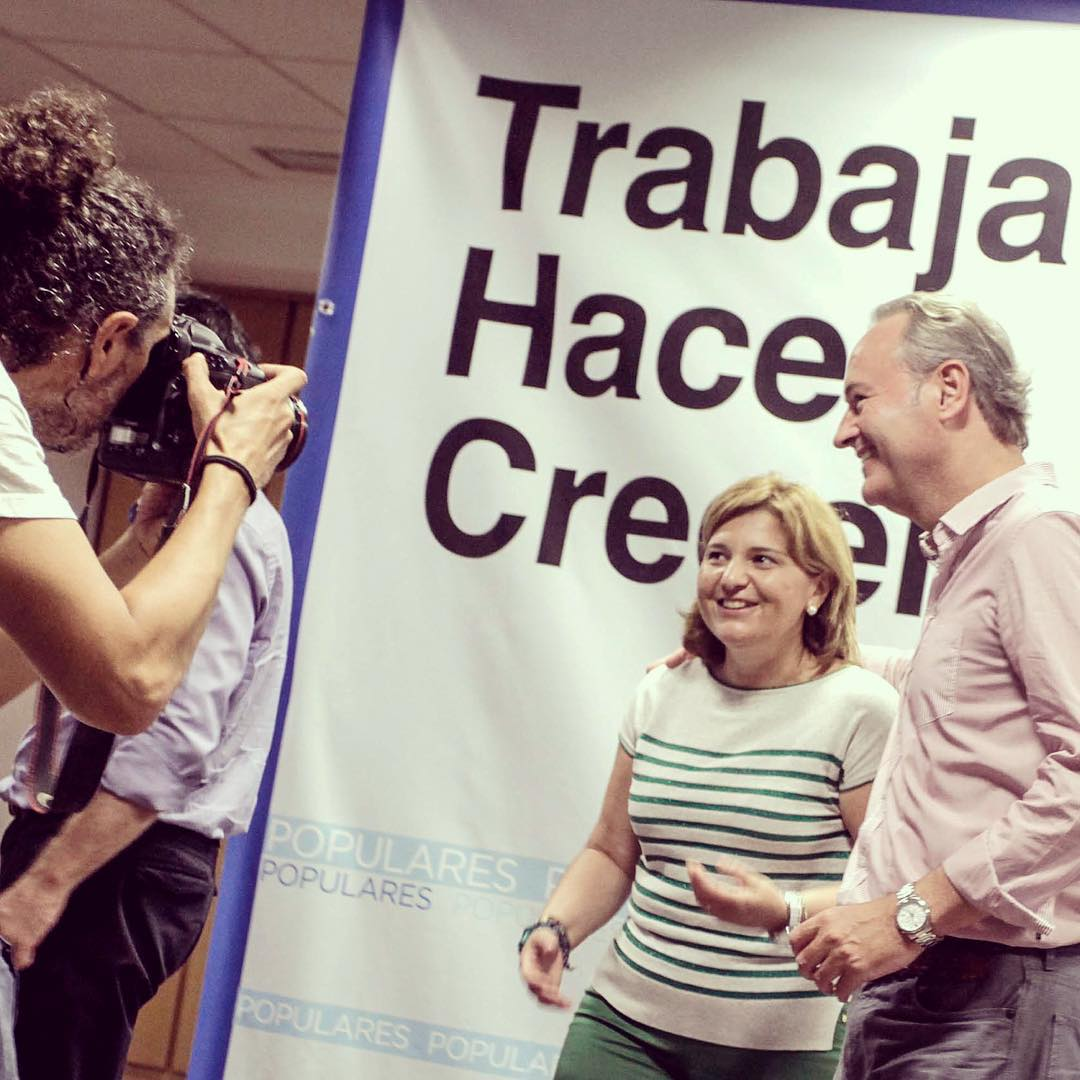
El Comité Ejecutivo y la Junta Directiva Regional eligen a Isabel Bonig como presidenta del Partido Popular de la Comunidad Valenciana en 2015

Pasadas las elecciones Municipales Alberto Fabra anunció su dimisión como presidente del Partido Popular de la Comunidad Valenciana y en una rueda de prensa con María Dolores de Cospedal se anunció que Isabel Bonig iba a ser la presidenta del PPCV y también pasó a ser síndica del grupo parlamentario Popular en las Cortes Valencianas.

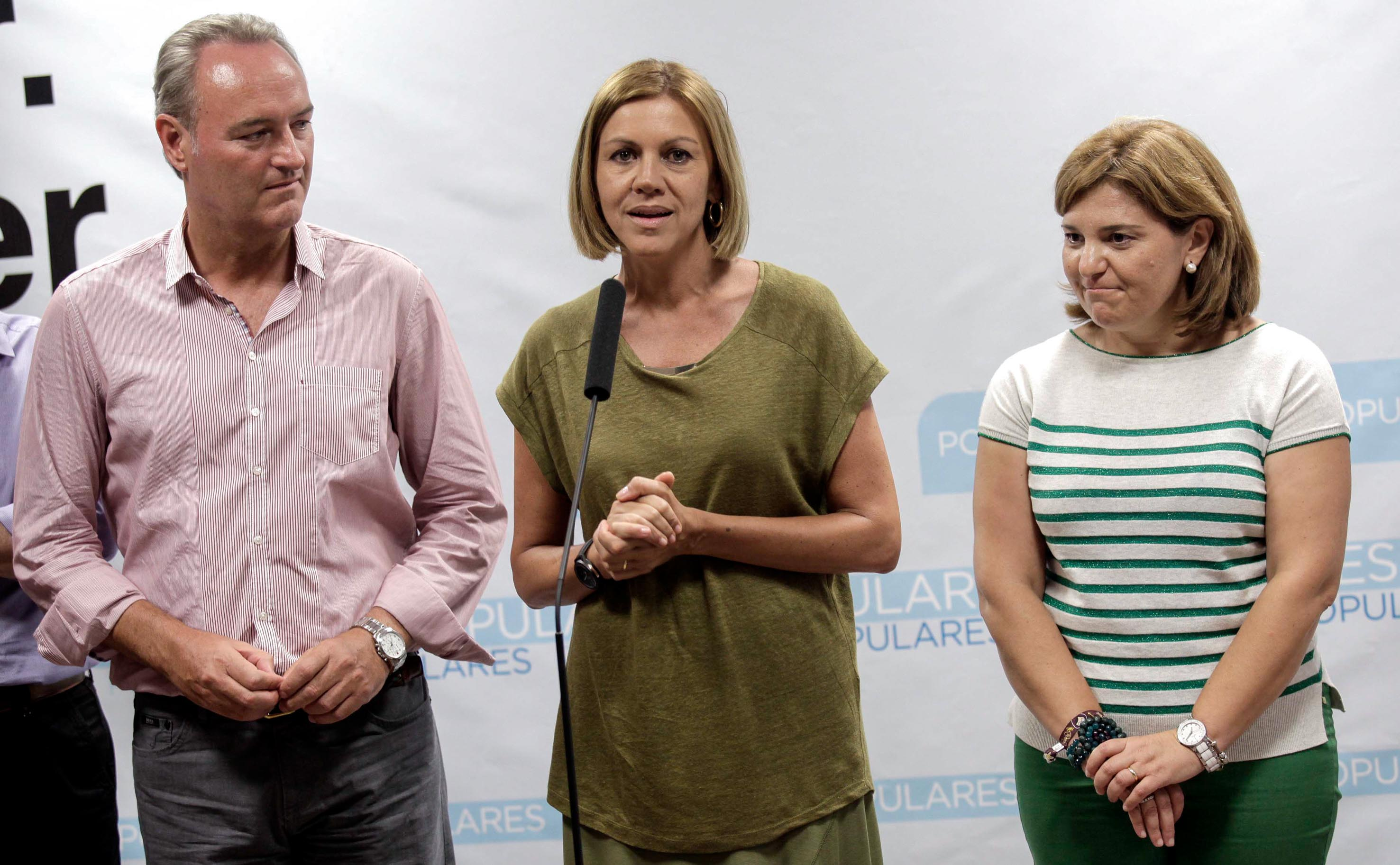
Reunión conjunta Comité Ejecutivo Regional y Junta Directiva Regional del Partido Popular de la Comunidad Valenciana